# Michael Khodarkovsky
Michael Khodarkovsky (Odessa, URSS, 21 de juliol de 1958) és un jugador, entrenador, i escriptor d'escacs estatunidenc d'origen soviètic, que té els títols de Mestre Internacional i de FIDE Senior Trainer.
És fundador i director de la International Chess School, que fomenta els escacs a les escoles públiques i privades dels estats de Nova Jersey i Nova York. En Khodarkovsky és també vicepresident de la Kaspàrov Chess Foundation.
En Khodarkovsky fou l'entrenador dels equips estatunidencs que participaren en les edicions de 2005 i 2006 del Campionat del món per edats i l'entrenador en cap de l'equip estatunidenc que participà en la 36a Olimpíada femenina (2004).

## Llibres
- Khodarkovsky, Michael. The Grünfeld Defence Revealed.  Batsford, 2003. ISBN 0-7134-8827-1.